# それゆけ、ジーヴス
『それゆけ、ジーヴス』（原題：Carry On, Jeeves ）は、イギリスの作家P・G・ウッドハウスによるユーモア小説の短編集。
1925年10月9日にイギリスのハーバート・ジェンキンス社から、1927年10月7日にアメリカ合衆国のジョージ・H・ドラン社から出版された。全10編が収録されており、そのうち8編が『サタデー・イブニング・ポスト』に掲載された。また、一部は1919年に出版された短編集"My Man Jeeves" の収録作品のリライトであるため、初出が『比類なきジーヴス』より先の作品もある。
1番目に収録されている「ジーヴス登場」（原題：Jeeves Takes Charge ）は、ジーヴスがバーティーに雇われることになった経緯のほか、フローレンス・クレイ嬢、エムズワース卿とブランディングス城のことも述べられている。
収録作品の一部はニューヨークを舞台としているが、ビンゴ・リトル、ダリア叔母、アナトール、サー・ロデリック・グロソップなどシリーズおなじみのキャラクターも登場する。

## 収録作品
略称：SM - ストランド・マガジン（）、SEP - サタデー・イブニング・ポスト（）
| #  | 邦題                         | 原題                           | 初出               |
| -- | ---------------------------- | ------------------------------ | ------------------ |
| 1  | ジーヴス登場                 | Jeeves Takes Charge            | SEP 1916年11月18日 |
| 2  | コーキーの芸術家稼業         | The Artistic Career of Corky   | SEP 1916年2月5日   |
| 3  | ジーヴスと招かれざる客       | Jeeves and the Unbidden Guest  | SEP 1916年12月9日  |
| 4  | ジーヴスとケチンボ公爵       | Jeeves and the Hard-boiled Egg | SEP 1917年3月3日   |
| 5  | 伯母さんとものぐさ詩人       | The Aunt and theSluggard       | SEP 1916年4月22日  |
| 6  | 旧友ビッフィーのおかしな事件 | The Rummy Affair of Old Biffy  | SEP 1924年9月27日  |
| 7  | 刑の代替はこれを認めない     | Without the Option             | SEP 1925年6月27日  |
| 8  | フレディーの仲直り大作戦     | Fixing It for Freddie          | SM 1911年9月号     |
| 9  | ビンゴ救援部隊               | Clustering Round Young Bingo   | SEP 1925年2月21日  |
| 10 | バーティー考えを改める       | Bertie Changes His Mind        | SM 1922年8月号     |

1. ↑  ジーヴス初登場作品でもある「ガッシー救出作戦」の続編で、「ジーヴスとケチンボ公爵」までニューヨークを舞台としている。
2. ↑  "Leave It To Jeeves"として"My Man Jeevesに収録
3. 1 2 3  "My Man Jeeves"に収録
4. ↑  ジーヴス未登場の "Helping Freddie" として"My Man Jeeves"に収録
5. ↑  シリーズで唯一、ジーヴスが語り手を務める作品である。

## 登場人物
バーティー・ウースター
伯爵位継承予定の青年。生活の全てをジーヴスに頼りきっている。
ジーヴス
バーティーの従者。何でも知っており、何でも出来る有能な従者。

## あらすじ
ジーヴス登場
シュロップシャーにあるウィルビー伯父さんの邸宅、イーズビー荘に滞在していたバーティーは、同行していた従者がバーティーらの私物を盗んでいたことに気付き解雇する。ロンドンへ戻り、仲介所を通じて新しく来た従者がジーヴスだった。彼が作った特製ドリンクでひどい二日酔いから立ち直ったバーティーはジーヴスを即採用する。そんなバーティーの元に婚約者のフローレンスから電報が届き、急遽イーズビー荘へ戻ることになった。
急いで屋敷に戻ったバーティーにフローレンスは、ウィルビー伯父が出版しようとしている伝記の原稿を盗んで処分するよう告げた。それが出版されれば、ウィルビー伯父と親しかった彼女の父親の若かりし頃の、目も当てられない悪行も漏れなく露見してしまうからだという。これを成し遂げられなければ婚約は解消すると言われ……。
- フローレンス・クレイ - 横顔が非常に美しい、バーティーの婚約者。癇癪持ちで使用人には横柄な態度で接する。
- ワープルスドン卿 - フローレンスの父親。変人で癇癪持ち。過去にジーヴスが仕えていたことがある。
- オーブリー・フォザーギル - 服装に関して従者の強硬な反対にあい、意志を曲げざるを得なくなった、バーティーの友人。
- ウィルビー - シュロップシャーに邸宅を構える、バーティーの伯父。青年時代のやんちゃ振りも交えた一族の歴史について執筆中。ワープルスドン卿とはオックスフォード大学以来の友人。
- オークショット - イーズビー荘の執事。
- エドウィン - フローレンスの弟。14歳。フェレットのような顔。ボーイスカウトに入団したばかりで、「一日一善」のネタを探し回っている。

コーキーの芸術家稼業
いとこのガッシーの結婚を止められず、アガサ伯母の怒りから逃げるためにもそのままニューヨークに逗留することにしたバーティー。親切な友人たちも沢山でき、芸術家のコーキーもその1人だ。芸術家としての仕事がほとんどないコーキーは事業家の叔父のすねをかじっているが、叔父はコーキーに芸術家などやめて自分の事業を継いで欲しいと思っていた。
ある日、婚約者のミュリエル・シンガー嬢を伴ってバーティーのフラットを訪れたコーキーは、叔父を怒らせずに自分たちの結婚を認めさせるにはどうすればいいのか助言を求めてきた。全てジーヴスに任せようと、バーティーは事の顛末をジーヴスに話す。ジーヴスは、シンガー嬢が鳥に関する本を書いて、ウォープル氏と知己を得てはどうかと提案する。だが、バーティーが所用でニューヨークを数カ月離れている間に、事態は急変していた。ニューヨークに戻ったバーティーは、ウォープル夫人となっていたミュリエルと再会する。
- コーキー（ブルース・コーコラン） - 自称・肖像画家。叔父からの援助と新聞のコミック欄の仕事で何とか生活を凌いでいる。
- アレクサンダー・ウォープル - コーキーに経済的援助をしている叔父。ジュート（黄麻）を商っている。余暇は鳥類学者として活動する。
- ミュリエル・シンガー - コーキーの婚約者。舞台でコーラスガールをしている。

ジーヴスと招かれざる客
ニューヨークのバーティーのフラットを、アガサ伯母の友人であるレディー・マルヴァーンが息子・ウィルモットを連れて訪れる。アメリカという国とアメリカ人について執筆予定のレディーは、自分が出かけているしばらくの間、息子をバーティーに預かって欲しいと頼んできた。室内派でベジタリアンで禁酒主義だからと、大量の本と息子を預けてレディーが外出したその日の夜、ウィルモットは酔いつぶれて帰ってくる。それまでステッキをしゃぶっていた男の、保護者の目がなくなった途端の身の変わりようにバーティーは驚き呆れる。
早く出ていって欲しいと考えるバーティーだが、運悪くその日の朝、ジーヴスの反対を押し切って陽気なピンクのネクタイを付け、ジーヴスの機嫌を損ね、彼の知恵は借りられそうにない。ウィルモットとの生活に耐えられそうになく、田舎の友人の家に一週間ほど出かけて帰ると、ウィルモットはフラットにはいなかった。何と、警官に暴行を働いて刑務所送りになったという。
- レディー・マルヴァーン - アガサ伯母の友人。息子をモッティーちゃんと呼び溺愛している。
- ウィルモット（パーショア卿） - レディー・マルヴァーンの息子。23歳くらい。田舎での抑圧された生活に嫌気が指していた。
- ロッキー・トッド - バーティーの友人。ロング・アイランドの未開の荒野に一人で暮らす変わり者。

ジーヴスとケチンボ公爵
アメリカに滞在して何カ月か過ぎた頃、友人のビッキーがバーティーの元に駆け込んでくる。ビッキーは公爵で富豪の伯父から、コロラドで牧畜業の修行をするという条件で経済的な援助をしてもらっていたのだが、ニューヨークを気に入ってしまい、伯父の了解を得た上でそこで細々と生活を始めていた。だが、その伯父がアメリカに来ることになった。ビッキーがそれなりの仕事をしていると思っている伯父に、現状をどう言い訳すればよいのか困り果てているという。ジーヴスは、バーティーのフラットをビッキーのものと、そしてジーヴス自身もビッキーに仕えているように偽るのはどうかと提案する。
- ビッキー（フランシス・ビッカーステス） - バーティーの友人。イギリス人。人から金を借りない主義。
- チズウィック公爵 - ビッキーの伯父。イギリス一番の賢い消費者（＝ケチンボ）として悪名高い。

伯母さんとものぐさ詩人
ロング・アイランドの未開の地で気ままに暮らすロッキーが、伯母から困った手紙を貰ったとバーティーを訪ねてくる。治る見込みのない病にかかっていると思い込んでいる伯母は、遺産相続の条件として、自分の代わりに大都市ニューヨークに暮らして流行や街の喧騒の様子を手紙で詳しく教えて欲しいと頼んできたという。バーティーにとっては願ってもない条件だが、田舎暮らしを好むロッキーにとって、爛れた街ニューヨークで暮らし、かっちりした服装で過ごすことは苦痛以外の何物でもない。
バーティーから知恵を出すよう求められたジーヴスは、誰か別の人物に頼めばいいと提案し、バーティーはそれをジーヴスがやるのが一番いいと決める。ジーヴスから伝え聞いた事を手紙で伯母に伝え続けていたところ、ロッキーの文才のおかげで臨場感溢れるその様子に魅了された伯母が、ロッキーのいないニューヨークへ来てしまった。
- ロッキー（ロックメトラー・トッド） - ロング・アイランドの田舎で暮らす詩人。名前は伯母に因んで名付けられた。
- イザベル・ロックメトラー - イリノイ州に住む、ロッキーの伯母。自分を不治の病だと思い込んでいる。

旧友ビッフィーのおかしな事件
パリに滞在していたバーティーは、旧友のビッフィーと久方ぶりの再会を果たす。様子のおかしいビッフィーの話を聞くと、前年、カナダに行く途中に恋に落ちた女性・メイベルと結婚の約束をしたが、税関で手続きに手間取っている間にはぐれてしまった上、彼女の連絡先だけでなく名字さえ忘れてしまい、悲嘆に暮れているというのだ。
それから10日と経たない内に、ロンドンに戻っていたバーティーは、新聞でビッフィーとグロソップ嬢の婚約が成立したことを知る。後日再会したビッフィーの顔からは、生気が失われていた。かつてバーティーも短期間だけ婚約していたことがあるため、グロソップ嬢とその父、サー・ロデリック・グロソップの恐ろしさは身を持って知っている。ビッフィーを哀れに思い、婚約を破談にする方法が何かないかとジーヴスに相談するが、これまでにない冷たい態度で、個人的なことに立ち入らない方が良いと切って捨てられてしまう。
- ビッフィー（チャールズ・エドワード・ビッフェン） - バーティーの旧友。ヘレフォードシャーで牧畜業を営む大地主。頭が毛糸でできているような、度を超えたうっかり者。
- メイベル - ニューヨークへ向かう客船でビッフィーと恋に落ちたモデルの女性。中産階級の家柄の出身。
- サー・ロデリック・グロソップ - ビッフィーの婚約者の父親。神経の専門家（精神科医）。『比類なきジーヴス』に登場。

刑の代替はこれを認めない
年に一度だけ開催される、オックスフォード大学とケンブリッジ大学のボートレースの夜。誰も彼も陽気な気分になるこの日、酔っていたシッピーは、やはり酔ったバーティーに唆され、警官のヘルメットを奪った挙げ句殴ってしまう。かくして30日間の拘禁刑に処せられたシッピーだが、彼は翌日ケンブリッジへ行かねばならなかった。
責任を感じたバーティーは、ジーヴスの提案により、シッピーの振りをして当地を訪れることにする。だが、バーティーがそこで会ったのは、悪夢のごときオノリア・グロソップ……と瓜二つの従姉妹だった。何とか使命を果たしたいと思うバーティーだが、オノリアと同じ顔が側にいると考えると気が重くなり、何とか彼女を避けようとする。
- シッピー（オリヴァー・ランドルフ・シッパリー） - 自称作家。バーティーの友人。警官に暴行を働き、30日間の拘禁刑に処せられる。
- ヴェラ・シッパリー - シッピーが生活の全てを依存している伯母。ヨークシャー州に住む。傲岸で短気。
- プリングル教授 - ケンブリッジに住む、シッパリー老嬢の友人。痩せていて、禿げている。
- ジェーン・プリングル - プリングル教授の伯母。86歳。昔、シッピーにネコをいじめられたことを根に持っている。
- エロイーズ・プリングル - プリングル教授の娘。従姉妹のオノリア・グロソップと瓜二つ。
- エグバート - シッパリー老嬢と同じ街の警官。ジーヴスの従兄弟。

フレディーの仲直り大作戦
婚約者のエリザベスに婚約を解消されて落ち込むフレディーを見かねたバーティーは、ドーセットシャーにあるマーヴィス・ベイに借りたコテージにフレディーも誘うことにする。偶然が重なり、エリザベスも近くに遊びに来ていたようだが、フレディーが近くの郵便局でエリザベスと久方ぶりに会ったのに、全く知らん顔をされたという。エリザベスがそばにいるならと、2人が仲直りできる方法はないかと思案しながら歩いていたバーティーは、エリザベスが小さな子どもと一緒にいるところに遭遇する。バーティーは、この子どもをさらい、心配しきりのエリザベスのところにフレディーが子どもを連れて現れたら彼女も見直すだろうと考え、実行に移す。だが、その子トゥートルズちゃんがエリザベスとは一切関係のない子だと分かり、更にトゥートルズちゃんの家の事情でしばらく預かる羽目になる。フレディーの恋路の行く果ては……。
- フレディー・バリヴァント - バーティーのドローンズ・クラブの仲間。陽気な男。
- エリザベス・ヴィッカーズ - フレディーの元婚約者。
- トゥートルズ・ケグワーシー - マーヴィス・ベイの近くに住む女の子。バーティーがしばらく預かる羽目になる。

ビンゴ救援部隊
幼なじみのビンゴ・リトルの妻、リトル夫人から誰かいい女中を紹介してほしいと頼まれたバーティーはジーヴスに適当な人物を探しておくよう伝える。ダリア叔母さんのところへ、執筆を頼まれていた原稿を届けに行くと、ダリア叔母もジーヴスに腕の良いコックを探すよう頼んでいるという。ダリア叔母の夫、胃弱のトーマス叔父がその料理に耐えかね、このままでは自身が発行する雑誌への出資に滞りが出かねないと、叔母は危機感を抱いていた。翌日、リトル家に食事に行くと、ビンゴは何故か憔悴しきっていた。翌朝、バーティーの元を訪れたビンゴは、妻がダリア叔母の依頼で書いた記事が発表されると、恥ずかしさのあまり隠遁しなければならなくなるという。
リトル家のシェフをトラヴァース家に譲るというジーヴスの最初の案が上手く行かず、追い込まれたビンゴは、イーズビー荘の時のように、記事の内容が録音されている録音機を盗み出して欲しいとバーティーに頼む。
- ダリア・トラヴァース - バーティーの叔母。『ミレディス・ブドワール』という淑女雑誌を発行している。
- リトル夫人 - バーティーの幼なじみ、ビンゴの妻。ロージー・M・バンクスという名の人気作家。
- アナトール - リトル家のフランス人シェフ。途轍もない情熱と技能を有する。小間使いの女性と恋仲。
- メアリー - リトル家の女中。掃除の際に、破壊屋のごとく家中のものを壊して回る。
- ジョージ・トラヴァース - バーティーの伯父。お祭り騒ぎ好き。

バーティー考えを改める
軽いインフルエンザに罹ったバーティーは、前日に見た父娘の家族愛を主題にした映画の影響で、今度インドから娘3人を連れて帰ってくる姉と同居したいと言い出した。独身貴族のバーティーとの快適な生活の終焉に危機を感じたジーヴスは、とりあえず海辺の街での休養を提案する。
ブライトンからの帰り道、学校をサボった少女と出会う。子どもに対して優しくなっているバーティーは、彼女が校長先生に怒られないように協力しようと言い出す。ジーヴスはこの機にバーティーの考えを改めさせようと策を巡らせる。
- ペギー・マナリング - 学校を抜け出した少女。父親は高名な教授。
- ミス・トムリンソン - 少女が通う女子校の校長。